# Tylophora iringensis
Tylophora iringensis là một loài thực vật có hoa trong họ La bố ma. Loài này được (Markgr.) Goyder mô tả khoa học đầu tiên năm 2006.